# Rádio e Televisão do Montenegro
RTCG é uma televisão pública de Montenegro. O canal é membro activo da União Europeia de Rádiodifusão (EBU), e é responsável pela presença do seu país na Eurovisão.

## Canais de televisão
Atualmente, a RTCG é constituída pelos seguintes canais:
| Logótipo | Canal    | Descrição | Fundação                    |
| -------- | -------- | --- | --------------------------- |
|          | TVCG 1   | Principal canal, com programação com predominância nas notícias, dramaturgia, documentários, filmes, entretenimento, magazines e acontecimentos especiais. | 4 de maio de 1964 (61 anos) |
|          | TVCG 2   | Canal secundário, com programação com predominância no entretenimento e desporto.                                                                          |                             |
|          | TVCG Sat | Canal destinado à diáspora montenegrina. |                             |

## Canais de rádio
Atualmente, a RTCG é constituída pelas seguintes estações de rádio:
| Logótipo | Estação         | Descrição                                                                                          | Fundação                         |
| -------- | --------------- | -------------------------------------------------------------------------------------------------- | -------------------------------- |
|          | Radio Crne Gore | Rádio generalista, com programação baseada em conteúdos generalistas e informação.                 | 27 de novembro de 1944 (80 anos) |
|          | Radio 98        | Rádio alternativa, com a sua programação baseada em notícias, assuntos atuais e música pop e rock. |                                  |

## Programas

### Produções RTCG
- Dnevnik
- Montevizija

### Outros
- Festival Eurovisão da Canção